# Wojciech Ziembiński

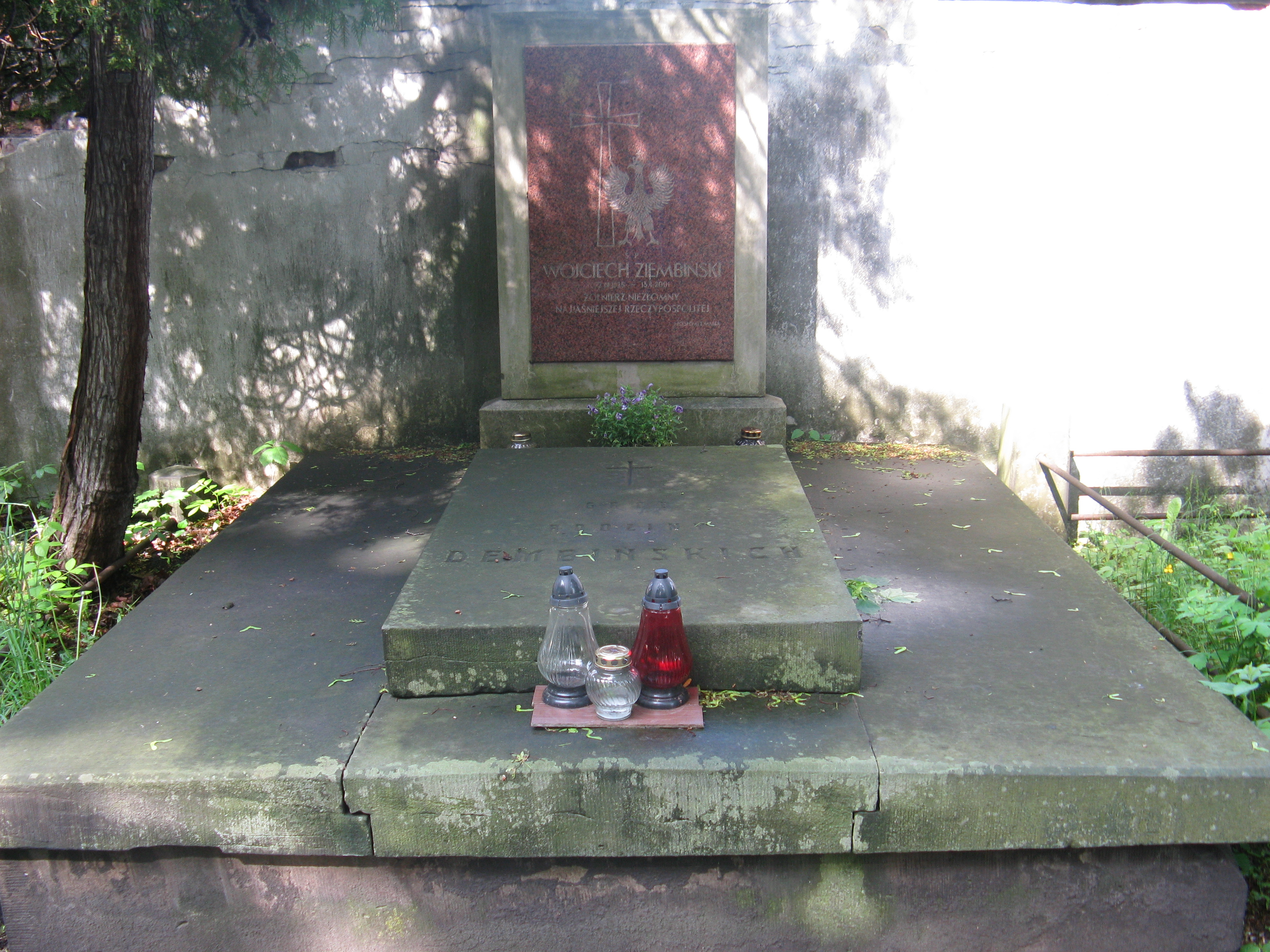
Grób Wojciecha Ziembińskiego na cmentarzu Powązkowskim

Wojciech Ziembiński (ur. 22 marca 1925 w Gniewie, zm. 13 stycznia 2001 w Warszawie) – polski dziennikarz, działacz społeczny i katolicki, żołnierz Polskich Sił Zbrojnych, uczestnik opozycji antykomunistycznej i więzień polityczny w okresie PRL.

## Życiorys

### II wojna światowa i emigracja
W czasie II wojny światowej brał udział w konspiracji w podziemnych organizacjach „Pobudka” i „Walka”. W 1942 podjął próbę przedostania się do armii polskiej na zachodzie, został zatrzymany przez Niemców i osadzony w obozie pracy w Karlsruhe. W 1945 przedostał się do Wielkiej Brytanii, służył w Polskich Siłach Zbrojnych na Zachodzie, powrócił do Polski w 1947.

### Lata 1947–1976
Pomiędzy 1948 a 1951 studiował prawo na Uniwersytecie Mikołaja Kopernika i na Uniwersytecie Warszawskim. W latach 1950–1968 pracował głównie jako redaktor w Spółdzielni Wydawniczej „Czytelnik”, w Wydawnictwie Prawniczym i w czasopiśmie „Nasza Ojczyzna”. Następnie do 1972 wchodził w skład redakcji pisma „Lekkoatletyka”.
W 1956 rozpoczął działalność w Klubie Inteligencji Katolickiej i Klubie Krzywego Koła. W 1965 był przez cztery miesiące tymczasowo aresztowany bez przeprowadzenia postępowania sądowego. W 1971 skazano go na karę roku pozbawienia wolności z warunkowym zawieszeniem jej wykonania po tym, jak przeprowadził dla harcerzy wykład poświęcony wschodnim granicom Polski. Przez kolejne lata organizował inicjatywy na rzecz obchodów rocznic niepodległościowych, jak i organizowania nabożeństw patriotycznych.

### Lata 1976–1989
Należał do inicjatorów Listu 14, w którym autorzy sprzeciwiali się represjom stosowanym wobec uczestników wydarzeń z czerwca 1976.
23 września tego samego roku Wojciech Ziembiński znalazł się wśród założycieli Komitetu Obrony Robotników. 25 marca 1977 został jednym z inicjatorów Ruchu Obrony Praw Człowieka i Obywatela. Wchodził w skład rady finansowej tej organizacji.
W drugiej połowie lat 70. redagował pisma „Opinia”, po rozłamie w ROPCiO założył Komitet Porozumienia na rzecz Samostanowienia Narodu, współtworzył związane z nim pismo „Rzeczpospolita”. Za zorganizowanie 11 listopada 1979 obchodów Święta Niepodległości skazany został na karę trzech miesięcy pozbawienia wolności (rozprawie odwoławczej przewodniczył sędzia Andrzej Kryże).
Od 1980 działał w Komitecie Obrony Więźniów Politycznych, w 1981 sygnował deklarację Klubów Służby Niepodległości. Po wprowadzeniu stanu wojennego pozostawał w ukryciu (był poszukiwany listem gończym). W kwietniu 1982 został zatrzymany, zwolniono go po siedmiu miesiącach. Kontynuował działalność opozycyjną w ramach niewielkiego ugrupowania pod nazwą Kongres Solidarności Narodu. W 1984 ufundował krzyż w Sanktuarium „Poległym i Pomordowanym na Wschodzie” w kościele św. Karola Boromeusza na Powązkach. W 1989 na bazie Kongresu Solidarności Narodu zorganizował polityczną formację pod nazwą Stronnictwo Wierności Rzeczypospolitej – KSN. W 1989 był jednym ze współzałożycieli Niezależnego Komitetu Historycznego Badania Zbrodni Katyńskiej.

### Działalność po 1989
Był przeciwnikiem porozumień Okrągłego Stołu, jak też zwolennikiem rządu Jana Olszewskiego. W 1991 bez powodzenia ubiegał się o mandat senatora. W wyborach w 1993 współtworzył komitet wyborczy Porozumienie Centrum – Zjednoczenie Polskie, kandydował z 5. miejsca listy krajowej tego ugrupowania do Sejmu. W latach 1995–1997 należał do Ruchu Odbudowy Polski.
Prowadził także aktywną działalność na rzecz upamiętnienia ofiar zbrodni sowieckich i komunistycznych. W latach 1991–2000 przewodniczył radzie Fundacji Poległym i Pomordowanym na Wschodzie, a w okresie 1993–2000 był przewodniczącym rady Polskiej Fundacji Katyńskiej. Był głównym inicjatorem budowy pomnika „Poległym i Pomordowanym na Wschodzie” (odsłoniętego 17 września 1995). Działał także w szeregu innych organizacji społecznych i instytucji naukowych, tj. Instytut Józefa Piłsudskiego i Komitet Polska-Czeczenia.
W 1997 otrzymał Nagrodę im. Jerzego Łojka za całokształt dokonań.
Zmarł 13 stycznia 2001. Został pochowany na cmentarzu Powązkowskim. W 2006 Alina Czerniakowska poświęciła mu wyprodukowany przez Telewizję Polską film dokumentalny zatytułowany Był taki ktoś….
W 2020 został pośmiertnie uhonorowany przyznawaną przez Instytut Pamięci Narodowej nagrodą „Kustosz Pamięci Narodowej”.

## Odznaczenia
- Krzyż Wielki Orderu Odrodzenia Polski (2006, pośmiertnie, za wybitne zasługi dla niepodległości Rzeczypospolitej Polskiej, za działalność na rzecz przemian demokratycznych w kraju[13]; przekazany rodzinie 23 września 2006 w czasie uroczystości z okazji 30. rocznicy powstania Komitetu Obrony Robotników[14])
- Krzyż Kawalerski Orderu Odrodzenia Polski (1983, przyznany przez prezydenta RP na uchodźstwie Edwarda Raczyńskiego[15])
- Krzyż Wolności i Solidarności (2021, pośmiertnie)[16].